# Weymouth y Melcombe Regis
Weymouth y Melcombe Regis era un borough de Dorset, Inglaterra. Fue fundado en 1571, bajo el reinado de Isabel I, amalgamando las localidades de Weymouth y Melcombe Regis. Los pueblos siguieron siendo representados por la misma cantidad de Miembros del Parlamento que antes de su fusión: dos por cada uno. Su representación doble terminó con la Ley de Reforma de 1832, que la redujo a solamente dos asientos en el Parlamento, y fue reformada con la Ley de Reforma Municipal de 1835. Dejó de ser un borough parlamentario en 1885. Sin embargo, siguió existiendo bajo la designación de borough municipal hasta 1974, cuando, bajo la Ley de Gobierno Local de 1972, se unió con la Isla de Pórtland para formar el distrito de gobierno local de Weymouth y Pórtland.